# Jamanak

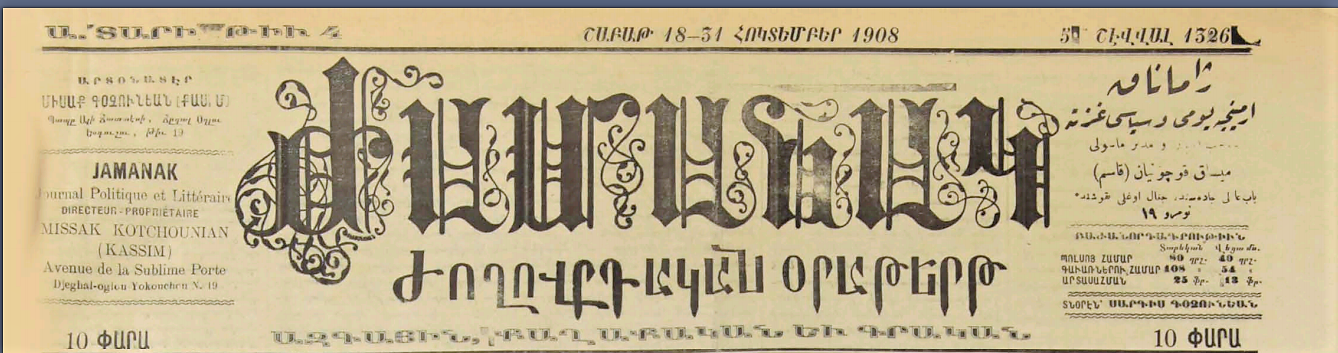
Titelblatt einer Ausgabe von 1908

Jamanak (armenisch Ժամանակ Jamanag, deutsch ‚Zeit‘) ist eine türkische Tageszeitung in armenischer Sprache, die seit 1908 in Istanbul erscheint. Sie erscheint montags bis samstags in einer Auflage von etwa 1500 Exemplaren. Die Zeitung wird in armenischen Vierteln in Istanbul verkauft und bedient die armenische Diaspora außerhalb Istanbuls per Abonnement. Der zugehörige Zeitungsverlag ist seit Gründung im Familienbesitz der Familie von Misag Koçunyan.
Das Blatt verfolgt eine protürkische Linie; in den 1980er Jahren, als die armenische Asala durch Anschläge auf den Völkermord an den Armeniern durch die Türkei hinwiesen, stellte Jamanak Türken als Retter und Beschützer der Armenier dar.
Unter anderem trugen Krikor Zohrab, Taniel Varuschan, Vahan Tekeyan, Eruchan, Gomidas, Hovhannes Tumanjan, Teotig, Arshaguhi Teotig, Rupen Sevag, Zabel Yesayan, Sibil, Nigoghos Sarafian, Vazken Shushanyan, Zareh Vorpuni, Nshan Beshiktashlian, Hagop Mntsuri, Msho Kegham, Zahrad, Zaven Biberyan, Toros Azadyan und Minas Tölelyan zur Zeitung bei.
Mit ihrem seit dem 28. Oktober 1908 ununterbrochenen Erscheinen ist Jamanak die älteste Tageszeitung der Türkei.

## Belege
1. ↑  Ulf Björklund: Armenians of Athens and Istanbul: the Armenian diaspora and the 'transnational' nation. In: Global Networks. 3. Jahrgang, Nr. 3, 2003, S. 337–354, S. 346, doi:10.1111/1471-0374.00065.
2. ↑  Teotig’i anımsarken… In: hayatoldugugibi.blogspot.com. 24. Mai 1928, abgerufen am 10. Januar 2015.
3. ↑  ZABEL YESAYAN. In: armenianhouse.org. Abgerufen am 10. Januar 2015.
4. ↑  Agop Jack Hacikyan: The Heritage of Armenian Literature: From the eighteenth century to modern times. Wayne State University Press, 2005, ISBN 978-0-8143-3221-4, S. 541 (eingeschränkte Vorschau in der Google-Buchsuche).
5. ↑  Ermenice Jamanak gazetesinin 100 yılı. In: radikal.com.tr. 14. Januar 2010, abgerufen am 10. Januar 2015.